# Esseri umani (singolo)
Esseri umani è un singolo del cantautore italiano Marco Mengoni, pubblicato il 27 febbraio 2015 come secondo estratto dal terzo album in studio Parole in circolo.

## Descrizione
Seconda traccia di Parole in circolo, Esseri umani è stato scritto dallo stesso Mengoni insieme a Matteo Valli. Riguardo al suo significato, lo stesso cantante ha spiegato:

## Formazione
Musicisti
- Marco Mengoni – voce, arrangiamenti vocali, arrangiamento fiati
- Tim Pierce – chitarra elettrica ed acustica
- Alessandro De Crescenzo – chitarra elettrica aggiuntiva
- Sean Hurley – basso
- Giovanni Pallotti – basso aggiuntivo
- Jeff Babko – pianoforte, hammond, rhodes
- Christian "Noochie" Rigano – tastiera, sintetizzatore, programmazione
- Michele Canova Iorfida – programmazione, tastiera
- Blair Sinta – batteria
- Marco Tamburini – tromba, arrangiamento fiati
- Roberto Rossi – trombone

Produzione
- Michele Canova Iorfida – produzione, registrazione (Kaneepa Studio), missaggio
- Morgan Stratton – registrazione (Sunset Sound Studio 1)
- Geoff Neal, Alberto Gaffuri – assistenza tecnica (Sunset Sound Studio 1)
- Patrizio "Pat" Simonini – registrazione (Kaneepa Studios)
- Pino "Pinaxa" Pischetola – missaggio
- Antonio Baglio – mastering

## Successo commerciale
Esseri umani ha debuttato nella Top Singoli alla 34ª posizione, raggiungendo le prime 25 posizioni nella seconda settimana e la 16ª posizione nella terza. Il singolo è rimasto in classifica nelle tre settimane seguenti, alternandosi tra le prime 20 e le prime 30 posizioni. Il brano è stato certificato disco d'oro nella 17ª settimana del 2015 per aver venduto oltre 25 000 copie in digitale; successivamente nella 29ª settimana del medesimo anno è stato certificato disco di platino per aver venduto oltre 50 000 copie.
Riguardo all'airplay radiofonico, il singolo ha raggiunto la 6ª posizione nella classifica generale stilata da EarOne, mentre ha raggiunto la 4ª posizione nello specifico passaggio dei brani italiani.

## Classifiche

### Classifiche settimanali
| Classifica (2015) | Posizione massima |
| ----------------- | ----------------- |
| Italia            | 16                |

### Classifiche di fine anno
| Classifica (2015) | Posizione |
| ----------------- | --------- |
| Italia            | 70        |